# Iotam (re)
Iotam, o Ioatam (... – Giuda, 735 a.C.), fu re di Giuda dal 742 a.C. al 735 a.C.
Figlio di Ozia, contrastò la formazione di una coalizione Israele-Siria rivolta contro Giuda e rinforzò il culto di Yahweh. Gli succedette Acaz.